# Pierre Terbois
Pierre Terbois est un peintre suisse né à Genève en 12 octobre 1932, où il est mort en 6 décembre 2006 à Genève.

## Biographie
Il se forme dans des établissements situés en Suisse à Genève et aux États-Unis à New York :
Il étudie à l'École des Beaux-Arts de Genève entre 1951 et 1953 puis dans l'école Art Students League of New York entre 1953 et 1954.
Il enseigne ensuite dans l'École des Arts Décoratifs de Genève en 1957.
Il crée plusieurs œuvres considérées comme faisant partie de l'Abstraction lyrique.

### Expositions
Liste non-exhaustive
- 1958 - Exposition collective, Biennale de Venise | Prix Carnegie
- 1959 - Exposition collective, Biennale de Paris | Prix Guggenheim, Guggenheim
- 1961 - Exposition collective, São Paulo Biennale
- 1971 -  Art graphique européen, Venise
- 1977 - Art 77, Basel Art 77
- 1987 - Forum 87, Zurich Forum 87
- 1989 - Forum 89, Hambourg Forum 89
- 1992 - De Tinguely à Armleder, Musée Rath
- 1993 - Solo exhibition, Galerie Palette | Group shows
- 2004 - Solo exhibition, Galerie Arteba
- 2021 - Pierre Terbois - Sélection d'huiles sur toile / Selection of oils on canvas, Bliss Fine Art

## Œuvres
- Composition en bleu (1932)[3], abstraction lyrique, pastel sur papier, 80 × 80 cm. Comporte une signature et une date, « 58  (1958) ». A été vendu aux enchères le 19 juin 2013 à l'Hôtel des Ventes de Genève - 51, rue Prévost-Martin.
- Forge (1957)[4], abstraction lyrique, sérigraphie, format tableau : 42,5 × 62 cm, format feuille : 50 × 70 cm. Détenu par le musée MAH Musée d'art et d'histoire, Ville de Genève, depuis 1957.
- Composition (1957)[5], sérigraphie, 70 × 50 cm.
- Gary II (1961)[5], huile sur bois, 50 × 69 cm.